# Pulsars
Pulsars is het debuut- en enige studioalbum van de Amerikaanse indierockband The Pulsars. Het album werd uitgebracht in 1997. Hoewel de band een tweede album had opgenomen, besloten de leden nog voor het verschijnen ervan te stoppen doordat David Trumfio het te druk kreeg met werkzaamheden als producer voor andere artiesten.

## Achtergrond
In de lente van 1996 tekende de band bij Almo Records. De deal van $ 2,5 mln werd volgens Greg Kot van de Chicago Tribune bijzonder hoog bevonden aangezien The Pulsars nog maar één single hadden uitgebracht en enkele shows had gespeeld. Producer en bandlid Dave Trumfio was ervan overtuigd dat hij aan de verwachtingen tegemoet kon komen daar hij als mede-eigenaar van een opnamestudio en sessiemuzikant kennis had opgedaan over het creëren van goede popmuziek. Het album werd uitgebracht op 25 maart 1997. Een van de nummers is een ode aan de Britse new-waveband Silicon Teens.

## Ontvangst
Nitsuh Abebe van AllMusic gaf drie van vijf sterren. Hij merkte op dat de "gadget-heavy pop songs" vrij aangenaam zijn maar dat de hooks te gepolijst klinken. Chris Molanphy van CMJ was juist enthousiast over diezelfde hooks: "[W]ith hooks this good, Pulsars may get by on their plugged-in songs alone." Eric Weisbard van Spin noemde het album "superbly produced with a squiggle in every crease". Hij omschreef de nummers als "amazingly confident, catchy anthems".
De band belandde in 2016 met het album op de lijst van "40 greatest one-album wonders" van Rolling Stone.

## Nummers
| Nr. | Titel               | Duur  |
| --- | ------------------- | ----- |
| 1.  | Count off           | 0:06  |
| 2.  | Wisconsin           | 0:49  |
| 3.  | Tunnel song         | 2:42  |
| 4.  | Suffocation         | 2:34  |
| 5.  | Owed to a devil     | 1:58  |
| 6.  | Technology          | 3:05  |
| 7.  | Machine talk        | 0:17  |
| 8.  | Silicon Teens       | 2:03  |
| 9.  | Save you            | 3:37  |
| 10. | Lucky day part I    | 0:35  |
| 11. | Lucky day part II   | 2:01  |
| 12. | My pet robot        | 2:54  |
| 13. | Runway              | 3:34  |
| 14. | Submission song     | 2:41  |
| 15. | Tales from tomorrow | 3:06  |
| 16. | Das lifeboat        | 10:04 |

## Personeel

### Bezetting
- Dave Trumfio
- Harry Trumfio

### Productie
- Dave Trumfio (productie, mix)
- Kenny Sluiter (mix)
- Mike Hagler (mix)